# Vuiteboeuf
Vuiteboeuf är en ort och kommun i distriktet Jura-Nord vaudois i kantonen Vaud, Schweiz. Kommunen har 585 invånare (2023).